# Mona Bone Jakon
Mona Bone Jakon är ett musikalbum av Cat Stevens som lanserades 1970. Albumet var hans tredje studioalbum och innehöll hitsingeln "Lady D'Arbanville". Det blev något av en comeback då Stevens efter sitt plötsliga genombrott 1967 försvann från popscenen. Stevens skrev alla albumets låtar och skivan producerades av Paul Samwell-Smith som gav skivan en spartansk ljudbild.

## Låtlista
1. "Lady D'Arbanville" – 3:45
2. "Maybe You're Right" – 3:25
3. "Pop Star" – 4:13
4. "I Think I See the Light" – 3:55
5. "Trouble" – 2:49
6. "Mona Bone Jakon" – 1:42
7. "I Wish I Wish" – 3:50
8. "Katmandu" – 3:22
9. "Time" – 1:26
10. "Fill My Eyes" – 3:00
11. "Lilywhite" – 3:41

## Listplaceringar
- Billboard 200, USA: #164[1]
- UK Albums Chart, Storbritannien: #63[2]